# ديف مورر
ديف مورر (بالإنجليزية: Dave Maurer)‏ هو لاعب كرة قدم أمريكية أمريكي، ولد في 18 مارس 1932 في دوكيوسن في الولايات المتحدة، وتوفي في 30 يوليو 2011 في سبرينغفيلد في الولايات المتحدة.